# Herbert Grönemeyer
Herbert Arthur Wiglev Clamor Grönemeyer, född 12 april 1956 i Göttingen, är en tysk skådespelare, musiker, sångare och kompositör.
Herbert Grönemeyer är med i Wolfgang Petersens film Das Boot från 1981.
Hans första album kom ut 1979, men hans genombrott inom musiken kom 1984 med albumet 4630 Bochum (som är ett postnummer), som blev det årets mest sålda i Tyskland. Samtliga album han har gett ut efter det har lyckats komma på första plats på den tyska försäljningslistan. Grönemeyer har ibland kallats "Tysklands Bruce Springsteen". Grönemeyer är ett stort fan av fotbollsklubben VfL Bochum och har skrivit sången "Bochum" som är lagets hymn. Han gifte sig den 20 januari 1993 med Anna Henkel. Tillsammans har de två barn. Han drar fulla hus överallt där han spelar i de tyskspråkiga länderna, oftast 70-80 000 åskådare per spelning. Han är även känd i Kanada.
Herbert Grönemeyer skrev och framförde "Celebrate the day" som blev den officiella låten till fotbolls-VM 2006 i Tyskland.
Året 2008 utgav Grönemeyer Was muss muss: Best Of - ett dubbelalbum med framgångsrika låtar. Han gjorde 2010 originalmusiken till filmen The American med George Clooney i huvudrollen. Under våren 2011 utgav Grönemeyer albumet Schiffsverkehr och han utförde sedan en konsertresa med samma namn. Grönemeyers nästa album var I Walk och under den tillhörande resan gav han konserter i olika städer i Nordamerika. Året 2012 skrev han åter musiken för en film, denna gång för A Most Wanted Man och han hade även en biroll i filmen. Albumet Dauernd jetzt som utgavs i november 2014 nådde första platsen i Tysklands, Österrikes och Schweiz  topplistor.